# Philipp der Kanzler
Philipp der Kanzler (lat. Philippus Cancellarius, * nach 1160 in Paris; † 23. Dezember 1236 in Paris) war Poet, Kanzler des Kapitels von Notre-Dame in Paris und ein bedeutender scholastischer Philosoph und Theologe, der u. a. für die Formulierung der Transzendentalienlehre bekannt ist.
Philipp der Kanzler wurde seit Josse Bade 1523 mit Philipp von Grève identifiziert, mit dem er aber nicht identisch ist.

## Werke
- Summa quaestionum theologicarum (Summa de bono), hg. N. Wicki, Bern 1985.
- Distinctiones super Psalterium, hg. Jodocus Badius, Paris 1523 und Brescia 1600
- Sermones, meist ungedruckt[2]
- Dichtungen, hg. Guido Dreves, AH 50 (1907), 528–535

Eine spätere Kompilation der Summa de bono ist vermutlich die Summa Duacensis, hg. Palémon Glorieux, Textes philos. du moyen âge 2, Paris 1955.